# François d'Orcival
Amaury de Chaunac-Lanzac, mer känd som François d'Orcival, född 11 februari 1942 i Aurignac, är en fransk journalist.

## Biografi
Som ung var han en ledare inom Jeune Nation. 1960 var han en av grundarna av Fédération des étudiants nationalistes (FEN). Han gav stöd åt Organisation armée secrète och satt i fyra veckor i fängelse för detta 1962. Han var chefredaktör för FEN:s tidning Les Cahiers universitaires och började skriva för Le Spectacle du Monde där Raymond Bourgine var redaktör. Han skrev också för Défense de l’Occident och Europe Action, redigerad av Dominique Venner och Alain de Benoist. Han gick senare med i Groupement de recherche et d'études pour la civilisation européenne, men lämnade 1976. 1977-1978 skrev han för Le Figaro, då redigerad av Louis Pauwels. Han blev senare chefredaktör för Valeurs Actuelles.
2004 valdes han till ordförande för Fédération Nationale de la Presse Française (FNPF). 23 juni 2008 valdes han in i Académie des Sciences Morales et Politiques, efter Henri Amourouxs död. Han är värdekonservativ katolik.